# Now or Never (Nick Carter)
Now or Never è il primo album da solista di Nick Carter, cantante dei Backstreet Boys, pubblicato nell'ottobre 2002.
L'album ha debuttato al numero 17 nella Billboard 200, vendendo circa 70 000 copie nella sua prima settimana di uscita. Viene certificato disco d'oro per le 500 000 copie dalla RIAA nel dicembre 2002.

## Tracce
1. Help Me
2. My Confession
3. I Stand for You
4. Do I Have to Cry for You?
5. Girls in the USA
6. I Got You
7. Is It Saturday Yet?
8. Blow Your Mind
9. Miss America
10. I Just Wanna Take You Home
11. Heart Without a Home (I'll Be Yours)
12. Who Needs the World?